# U-143 (1940)
| U-143                                                                                  | U-143 | U-143 |
| -------------------------------------------------------------------------------------- | --- | --- |
| U 143                                                                                  | | |
|                                                                                        | | |
| Однотипний з U-143 підводний човен U-2                                                 | | |
| Верф                                                                                   | Deutsche Werke, Кіль | Deutsche Werke, Кіль |
| Під прапором                                                                           | Третій Рейх | Третій Рейх |
| Належність                                                                             | Крігсмаріне | Крігсмаріне |
| Порт приписки                                                                          | Кіль, Берген, Гельголанд | Кіль, Берген, Гельголанд |
| Замовлення                                                                             | 25 вересня 1939 | 25 вересня 1939 |
| Закладений                                                                             | 12 грудня 1939 | 12 грудня 1939 |
| Спуск на воду                                                                          | 27 липня 1940 | 27 липня 1940 |
| Введений до складу флоту                                                               | 4 вересня 1940 | 4 вересня 1940 |
| На службі                                                                              | 1940—1945 | 1940—1945 |
| Сучасний статус                                                                        | 5 травня 1945 року капітулював у Гельголанді 22 грудня 1945 року затоплений в операції «Дедлайт»                                    | 5 травня 1945 року капітулював у Гельголанді 22 грудня 1945 року затоплений в операції «Дедлайт»                                    |
| Бойовий досвід                                                                         | Друга світова війна Битва за Атлантику                                                                                              | Друга світова війна Битва за Атлантику                                                                                              |
| Проєкт                                                                                 | | |
| Тип ПЧ                                                                                 | торпедний прибережний підводний човен                                                                                               | торпедний прибережний підводний човен                                                                                               |
| Основні характеристики                                                                 | | |
| Швидкість (надводна)                                                                   | 12,7 вузла | 12,7 вузла |
| Швидкість (підводна)                                                                   | 7,4 вузла | 7,4 вузла |
| Робоча глибина занурення                                                               | 80 м | 80 м |
| Гранична глибина занурення                                                             | 150 м | 150 м |
| Автономність плавання                                                                  | 56 миль (104 км) на швидкості 4 вузли (в підводному положенні) 5650 миль (10 460 км) на швидкості 8 вузлів (у надводному положенні) | 56 миль (104 км) на швидкості 4 вузли (в підводному положенні) 5650 миль (10 460 км) на швидкості 8 вузлів (у надводному положенні) |
| Екіпаж                                                                                 | 25 осіб | 25 осіб |
| Розміри                                                                                | | |
| Довжина найбільша (по КВЛ)                                                             | 43,97 м | 43,97 м |
| Ширина корпусу найб.                                                                   | 4,916 м | 4,916 м |
| Висота                                                                                 | 8,1 м | 8,1 м |
| Середня осадка (по КВЛ)                                                                | 3,93 м | 3,93 м |
| Водотоннажність надводна                                                               | 314 т | 314 т |
| Силова установка                                                                       | | |
| дизель-електрична; 2 дизельних двигуни MWM RS 127 S, 2 електродвигуни SSW PG VV 322/36 | | |
| Гвинти                                                                                 | 2 | 2 |
| Потужність                                                                             | 2 × 510 к.с. (дизелі) 2 × 370 к.с. (електродвигуни)                                                                                 | 2 × 510 к.с. (дизелі) 2 × 370 к.с. (електродвигуни)                                                                                 |
| Озброєння                                                                              | | |
| Торпедно- мінне озброєння                                                              | 3 носових ТА. 5 торпед або 12 TMA чи 18 TMB                                                                                         | 3 носових ТА. 5 торпед або 12 TMA чи 18 TMB                                                                                         |
| ППО                                                                                    | 1 × 20-мм зенітна гармата FlaK 30/38/Flakvierling                                                                                   | 1 × 20-мм зенітна гармата FlaK 30/38/Flakvierling                                                                                   |

U-143 — німецький прибережний підводний човен типу IID, що входив до складу Військово-морських сил Третього Рейху за часів Другої світової війни. Закладений 12 грудня 1939 року на верфі № 272 компанії Deutsche Werke у Кілі, спущений на воду 27 липня 1940 року. 4 вересня 1940 року корабель увійшов до складу 1-ї навчальної флотилії ПЧ ВМС нацистської Німеччини. 5 травня 1945 року капітулював на Гельголанді союзникам.

## Історія служби
U-143 належав до німецьких малих, так званих прибережних підводних човнів, типу IID, однієї з модифікацій типу субмарин Третього Рейху. Службу розпочав у складі 1-ї навчальної флотилії ПЧ, 3 листопада 1940 року переведений до 24-ї навчальної флотилії ПЧ, а 1 січня 1941 року — до 22-ї флотилії Крігсмаріне (школа підводників). 1 квітня 1941 року човен увійшов до складу 3-ї бойової флотилії ПЧ, у складі якої здійснив чотири бойових походи в Атлантичний океан, під час яких потопив одне судно (1 409 GRT). 13 вересня 1941 року знову повернувся до 22-ї флотилії-школи підводників, у якій служив до завершення війни в Європі. 5 травня 1945 року капітулював союзникам у Гельголанді. 30 червня переміщений до Лох-Раян у Шотландії, а 22 грудня 1945 року затоплений за планом операції «Дедлайт» північніше Ірландії.

## Командири
- капітан-лейтенант Ернст Менгерзен (18 вересня — 2 листопада 1940)
- оберлейтенант-цур-зее Гельмут Мельманн (9 грудня 1940 — 19 березня 1941)
- оберлейтенант-цур-зее Юрген фон Розенштіль (20 — 30 березня 1941)
- оберлейтенант-цур-зее Гаральд Гельгаус (31 березня — 19 листопада 1941)
- капітан-лейтенант Гельмут Мансек (нім. Helmut Manseck) (19 листопада 1941 — 7 квітня 1942)
- оберлейтенант-цур-зее Гергард Грот (нім. Gerhard Groth) (8 квітня — 14 грудня 1942)
- оберлейтенант-цур-зее Ервін Швагер (нім. Erwin Schwager) (15 грудня 1942 — 8 лютого 1943)
- оберлейтенант-цур-зее Ганс Фогель (нім. Hans Vogel) (9 лютого 1943 — 29 травня 1944)
- оберлейтенант-цур-зее Вальтер Каспарек (нім. Walter Kasparek) (30 травня 1944 — 5 травня 1945)

## Перелік уражених U-143 суден у бойових походах
| №                                                     | Дата           | Командир ПЧ            | Назва | Тип                | Належність | Водотоннажність (брт) | Вантаж                     | Конвой | Результат та координати                                              | Наслідки атаки для екіпажу    | Прим.                     |
| ----------------------------------------------------- | -------------- | ---------------------- | ----- | ------------------ | ---------- | --------------------- | -------------------------- | ------ | -------------------------------------------------------------------- | ----------------------------- | ------------------------- |
| Четвертий похід (17.08—12.09.1941, 27 діб; Кіль—Кіль) |                |                        |       |                    |            |                       |                            |        |                                                                      |                               |                           |
| 1                                                     | 23 серпня 1941 | Oblt. Гаральд Гельгаус | Inger | суховантажне судно | Норвегія   | 1 409                 | 1500 тонн вугілля та коксу |        | потоплено 58°58′ пн. ш. 07°50′ зх. д. / 58.967° пн. ш. 7.833° зх. д. | 23 (9 загинули та 14 вціліло) | 30 миль від Батт-оф-Льюїс |